# Heinrich Zimmermann (Tierschützer)
Heinrich Zimmermann (* 1887 oder 1888; † 1942) war ein deutscher jüdischer Kynologe, Herausgeber, Schriftsteller und Tierschützer. Er war ein maßgeblicher Organisator für die Bewegung zur Vermeidung der grausamen Behandlung von Tieren. Mit der ab 1923 in Berlin erscheinenden und später deutschlandweit erfolgreichen Zeitschrift Mensch und Hund, dem Führenden Blatt der Hundefreunde, bei der er als Chefredakteur wirkte, gelang es den Gedanken des Tierschutzes in der Bevölkerung zu verbreiten. Nach seinem jahrelangen Einsatz für die Einführung eines Welttierschutztages wurde sein darauf gerichteter Antrag auf dem internationalen Tierschutzkongress am 8. Mai 1931 in Florenz angenommen. Seitdem wird der 4. Oktober weltweit als Welttierschutztag begangen. Heinrich Zimmermann wurde 1942 von den Nationalsozialisten in einem Konzentrationslager ermordet.

## Werke
Herausgegebene und verfasste Werke (Auswahl):
- Das Lexikon der Hundefreunde [in zwei Bänden: A–H / I–Z]. Herausgegeben unter Mitarbeit von namhaften Kynologen, Züchtern, Tierärzten, Hundesportlern und Kulturhistorikern., Verlag Mensch und Tier, Berlin, 1933 (Bd. 1) und 1934 (Bd. 2), ("Das Erscheinen des Ergänzungsbandes ist in Frage gestellt")
- Bruder Tier – Das Hausbuch der Tierfreunde – Mit Geschichten und Gedichten, Eigenbrödler Verlag, Zürich, 1930 / Verlag Mensch und Tier, Berlin, 1930

Mit Beiträgen von: Otto Alscher, R. Binding, Wilhelm Bölsche, Hans Bongardt, Waldemar Bonsels, Ernst Büsing, Karl Busse, Joseph Delmont, Fritz Ebers, Paul Eipper, Theodor Etzel, L. Fankmückler, Karl Gjellerup, Alfred Huggenberger, Max Jungnickel, Ellen Kuhn, Manfred Kyber, Jack London, Hermann Löns, Hermann Masius und Heinrich Zimmermann.
- Jahrbuch der Tierfreunde Deutschlands 1929. – Tierschriften, Verlag Pflaume & Roth, Berlin, 1929.
- 20 Minuten für die Katze, Diese kleine Schrift ist ein Vortrag-Mitschnitt, gehalten auf dem internationalen Tierschutz-Kongreß in Wien, 1929., Mensch und Tier, Berlin, 1929